# Valor nominal
En distintos campos de la ciencia, el valor nominal indica el valor teórico o ideal de cualquier cosa que pueda ser cuantificable, en oposición al valor real, que es el que se obtiene en una medición dada.

## Economía
En economía, un valor nominal es un valor económico expresado en términos monetarios nominales históricos. Por el contrario, un valor real es un valor que ha sido ajustado de un valor nominal eliminando los efectos del nivel general de precios. Dado que para convertir un valor nominal a términos reales hay que incluir la inflación.
En los ingresos nominales se incluye la inflación, por lo que para comparar datos con años anteriores es importante descontar los cambios de precios. Del mismo modo, en medidas macroeconómicas como el PIB, cuando los cálculos se presentan en valores nominales, éstos están incluyendo el aumento de la producción y el aumento de los precios de esos productos. En cambio, si un dato es real, se excluye el aumento de precios, valorando los productos a precios de un año tomado como base, y por lo tanto, sólo se hace referencia a la cantidad de productos vendidos.

## Metrotecnia
En medición, un valor nominal es normalmente un valor existente solo en nombre; se asigna por acuerdo en lugar de ser calculado por análisis de datos o siguiendo métodos de redondeo. El uso de valores nominales puede basarse en un estándar de facto o alguna norma.
Todas las mediciones reales tienen alguna variación dependiendo de la precisión y exactitud del método empleado y de la incertidumbre en la medida. El uso de valores normalizados conlleva el uso de tolerancias de fabricación.

## Ingeniería
En ingeniería, un valor nominal es aquel para el que está diseñado el aparato, pieza o instalación, pero que puede no coincidir exactamente con el valor real. 
Por ejemplo; la electricidad doméstica en la Unión Europea es nominalmente de 230 V, pero está permitido que varíe un 10%. En Norteamérica, el voltaje nominal es 120 V, con variaciones permitidas desde 114 V a 126 V (±6 %). En general, los dispositivos eléctricos están diseñados para trabajar a un voltaje nominal, el cual representa una banda de posibles voltajes reales, factor de potencia y formas de onda de AC.
En ocasiones la palabra "nominal" es usada, en el contexto de la ingeniería, como sinónimo de "normal" o "esperado"; por ejemplo, en la frase Los valores de resistencia en el rotor son los nominales.